# 撃てない警官
『撃てない警官』（うてないけいかん）は、安東能明による推理小説。
柴崎令司を主人公とした警察小説。一話完結型の連作短編集となっており、『撃てない警官』には7編が収められている。作品はシリーズ化されており、撃てない警官シリーズの第1作目。
2010年、この本に収められた「随監」で日本推理作家協会賞(短編部門)を受賞した。
WOWOW連続ドラマW『撃てない警官』としてテレビドラマ化され、2016年1月より放映された。

## あらすじ
柴崎令司は30代という若さで警部になったエリート街道を進む警視庁に努める警察官。警視庁総務部で係長を務めつつ、さらなる出世を虎視眈々と狙っていた。
ある日、課長の中田警視から柴崎のもとに、部下の木戸和彦巡査部長を射撃訓練に参加させる旨の指示が入り、木戸を訓練に向かわせた。しかし鬱病を患っていた木戸は、射撃訓練の直後にトイレで拳銃自殺してしまった。
上司からの指示によって柴崎は許可を出した筈だったが、その証拠は何者かに消し去られていた。柴崎は一人で責任を背負わされ、綾瀬署警務課長代理に左遷されることとなってしまった。
柴崎は身の潔白を証明するために独自で調査を進めるが、そこで施設課の石岡と出会う。綾瀬署赴任の直前、ついに事件の真実に気付いた柴崎だが、自分にも非が無いわけではないために左遷の決定は覆らないと臍を噛む。しかし柴崎はいつか本庁に復帰することを心に誓い、石岡にその協力を約束させる。
綾瀬署に赴任すると柴崎は警務課課長代理に任じられた。本庁復帰のための裏工作に執念を燃やす一方、柴崎は綾瀬署内でさまざまなトラブルに巻き込まれていく。柴崎は上司である助川副署長と共に、トラブル解決のために奔走しはじめる。
時には事件をもみ消し、時には告発し、時には事を収める。警察管理職の悲喜交交のエピソード集。

## 主要登場人物
柴崎令司
警視庁総務部企画課企画係係長。警部。エリート候補から一転、所轄へ左遷という憂き目に合う。
中田
警視庁総務部企画課企画係課長。柴崎の上司。柴崎の出世を阻む。
助川
綾瀬署副署長。左遷後の柴崎の上司となる。柴崎とともに、さまざまなトラブル解決にあたる。

## 書籍情報
- 単行本（新潮社）：2010年10月22日発行、ISBN 9784101301525
- 文庫本（新潮文庫）：2013年6月1日発行、ISBN 9784101301525

## テレビドラマ
『撃てない警官』（うてないけいかん）は、安東能明による同名の推理小説を原作としたテレビドラマ。テレビドラマ化にあたっては一部設定が変更されている。
2016年1月10日から2016年2月7日まで、WOWOW「連続ドラマW」枠で放送された。
主演は田辺誠一。共演は石黒賢、中越典子他。監督は映画『西の魔女が死んだ』『8月のクリスマス』などを手掛けた長崎俊一が務め、劇中音楽は『あまちゃん』などを手がけた大友良英が担当する。

### キャスト

#### 警視庁
- 柴崎令司 - 田辺誠一 : 警視庁総務部企画課企画係係長→足立署警務課課長代理。木戸の自殺の責任を負わされて足立署に左遷される。
- 中田政則 - 石黒賢 : 警視庁総務部企画課課長。柴崎の出世を阻む。
- 辻裕之 - 中丸新将 : 警視総監。
- 石岡稔 - 高橋和也 : 警視庁施設課設備係係長。木戸の父に恨みを持っていた。柴崎に協力する一方で中田に情報を流す。
- 木戸和彦 - 磯部泰宏 : 柴崎の部下。鬱病を患っており、射撃訓練後に拳銃自殺してしまう。
- 柴崎の警察学校時代の同期 - 三浦誠己 : 過去に岩本敏江が被害にあった事件の捜査担当だった。
- 随時監察官 - 掛田誠
- 内田監察官 ‐ 大西武志 :足立署に抜打ち監査に入り、放置された傷害被害届を見つける。

#### 足立署
- 小笠原博満 - 諏訪太朗 : 足立署署長。
- 助川雄一 - 嶋田久作 : 足立署副署長。柴崎の警察学校時代の教官であった。
- 浅井駿二 - 浅見小四郎 : 足立署刑事課課長。
- 八木正人 - 駒木根隆介 : 足立署生活安全課課長。柔道世界大会の警備計画書を紛失してしまう。
- 池谷一也 - 橋本じゅん : 足立署警備課課長。
- 土屋 - 多田木亮佑 : 足立署警務課留置係係長。青木の上司。
- 青木隆弘 - 水間ロン : 足立署警務課留置係。小柳に弱みを握られて便宜供与を強いられる。
- 坂本和子 - 陽月華 : 足立署警備課警備係。消防士吉田の交際相手。青木に弱みを握られていた。
- 広松昌浩 - 菅田俊 : 足立署地域課巡査部長。村井の上司。
- 村井康平 - 室屋翔平 : 足立署地域課巡査。広松の指示で傷害事件の被害届を隠匿した。
- 足立署刑事 - 千葉哲也

#### 柴崎家
- 柴崎雪乃 - 中越典子 : 令司の妻。元警察官。
- 柴崎克己 - 加部亜門 : 令司と雪乃の息子。
- 山路直武 - 山本學 : 雪乃の父。元警察官。柴崎令司の相談相手。

#### その他
- 岩本敏江 - 松本若菜 : 犯罪被害者支援の会に参加していた。木戸和彦の不倫相手。
- 石津米子 - 樋田慶子 : 順子の母。アパートの自室で何者かに殺害される。
- 長沢順子 - 水島かおり : 米子の娘。土浦に住む。
- 栗田あきみ - 猫田直 : 米子と同じアパートの住人。米子の世話をする。
- スーパーの店長 - 有山尚宏 : 米子の務めるスーパーの店長。
- 吉田 - 伊達暁 : 四谷北消防署員。飲酒運転で仕事を解雇された。坂本和子の交際相手。
- 小柳透 - 内村遥 : 大麻所持で逮捕されて留置所に入っていたが、留置担当官から便宜供与を受けていた。
- 辻井園美 - 鈴木球予 : 小柳の交際相手。留置担当官を通じて小柳と連絡を取り合う。
- 島貫光雄 - 水澤紳吾 : 派遣会社勤務。ある夜、コンビニの前で少年グループから暴行を受け、鼻骨骨折を負う。
- コンビニの店長 - 伊藤佳範 : 店の前で暴行を受けた島貫を介抱した。
- コンビニの店員 - 福永朱梨 : コンビニでの勤務中に島貫から執拗な嫌がらせを受けていた。
- 池野亜紀 - YUKINO : 出産した女子高生。
- 名倉恭子 - ともさかりえ : 亜紀の入院先の看護師。

### スタッフ
- 原作 - 安東能明『撃てない警官』(新潮社刊)
- 監督 - 長崎俊一
- 脚本 - 安倍照雄
- 音楽 - 大友良英
- プロデュース - 加納貴治、押田興将
- 制作協力 - オフィス・シロウズ
- 製作著作 - WOWOW

### 放送日程
| 放送回 | 放送日  | サブタイトル    |
| ------ | ------- | --------------- |
| 第1話  | 1月10日 | 敗走            |
| 第2話  | 1月17日 | 孤独の帯        |
| 第3話  | 1月24日 | 第3室12号の囁き |
| 第4話  | 1月31日 | 随監            |
| 第5話  | 2月07日 | 抱かれぬ子      |

| WOWOW 日曜オリジナルドラマ 連続ドラマW | WOWOW 日曜オリジナルドラマ 連続ドラマW | WOWOW 日曜オリジナルドラマ 連続ドラマW     |
| 前番組                                 | 番組名                                 | 次番組                                     |
| -------------------------------------- | -------------------------------------- | ------------------------------------------ |
| 誤断 (2015.11.22 - 2015.12.27)         | 撃てない警官 (2016.1.10 - 2016.2.7)    | メガバンク最終決戦 (2016.2.14 - 2016.3.20) |